# Nassarius pseudopoecilostictus
Nassarius pseudopoecilostictus is een slakkensoort uit de familie van de Nassariidae. De wetenschappelijke naam van de soort is voor het eerst geldig gepubliceerd in 1984 door Adam & Knudsen.